# Ghana Air Force
La Ghana Air Force, nota anche con la sigla GAF, tradotto dalla lingua inglese Forza aerea del Ghana, è l'attuale aeronautica militare del Ghana e parte integrante, assieme al Ghana Army, esercito e Ghana Navy, marina militare, delle forze armate ghanesi.

## Aeromobili in uso
Sezione aggiornata annualmente in base al World Air Force di Flightglobal del corrente anno. Tale dossier non contempla UAV, aerei da trasporto VIP ed eventuali incidenti accorsi durante l'anno della sua pubblicazione. Modifiche giornaliere o mensili che potrebbero portare a discordanze nel tipo di modelli in servizio e nel loro numero rispetto a WAF, vengono apportate in base a siti specializzati, periodici mensili e bimestrali. Tali modifiche vengono apportate onde rendere quanto più aggiornata la tabella.
| Aeromobile                       | Origine     | Tipo                          | Versione (denominazione locale) | In servizio (2024) | Note                                                                                                  | Immagine |
| Aerei da combattimento           |             |                               |                                 |                    | |          |
| Embraer A-29 Super Tucano        | Brasile     | aereo da attacco leggero COIN | A-29B                           | 4                  | 5 ordinati, 4 acquistati al settembre 2020.                                                           |          |
| Aerei per impieghi speciali      |             |                               |                                 |                    | |          |
| Diamond DA42 MMP Guardian        | Austria     | Aereo da ricognizione         | DA42 MMP                        | 2                  | 2 DA42 MMP consegnati.                                                                                |          |
| Aerei da trasporto               |             |                               |                                 |                    | |          |
| CASA C-295                       | Spagna      | aereo da trasporto            | C-295M                          | 2                  | 3 consegnati.                                                                                         |          |
| Dassault Falcon 900              | Francia     | aereo da trasporto VIP        | Falcon 900EX                    | 1                  | 1 Falcon 900EX consegnato.                                                                            |          |
| Aerei da addestramento           |             |                               |                                 |                    | |          |
| Hongdu K-8                       | Cina        | Aereo da addestramento        | K-8G                            | 4                  | 4 consegnati.                                                                                         |          |
| Aero L-39NG Skyfox               | Rep. Ceca   | aereo da addestramento        | L-39NG                          | 0                  | 6 L-39NG ordinati il 17 dicembre 2021.                                                                |          |
| Aero L-29 Delfin                 | Rep. Ceca   | aereo da addestramento        | L-29                            | 1?                 | 8 L-29 consegnati, l'unico ancora in organico non sarebbe in grado di volare.                         |          |
| Cessna 172                       | Stati Uniti | aereo da addestramento        | Cessna 172                      | 3?                 | 3 Cessna 172 Skyhawk consegnati, ancora in organico ma non in grado di volare.                        |          |
| Diamond DA42 Twin Star           | Austria     | aereo da addestramento        | DA42                            | 1                  | 1 DA42 Twin Star consegnato.                                                                          |          |
| Elicotteri                       |             |                               |                                 |                    | |          |
| Harbin Z-9 Haitun                | Cina        | SAR                           | Z-9EH                           | 3                  | 4 Z-9EH consegnati il 23 settembre 2015. Un esemplare è stato perso in un incidente il 6 agosto 2025. |          |
| Mil Mi-17 Hip                    | Russia      | elicottero utility            | Mi-17V-5Mi-171sh                | 5                  | 8 tra Mi-17V-5 e Mi-171sh consegnati.                                                                 |          |
| AgustaWestland AW109             | Italia      | elicottero utility            | AW109A/LUH                      | 2?                 | 2 AW109A/LUH consegnati, in organico al settembre 2020, ma non si conosce la loro operatività.        |          |
| Bell 412                         | Stati Uniti | elicottero utility            | B 412SP                         | 1                  | |          |
| Aérospatiale SA 316 Alouette III | Francia     | elicottero utility            | SA 316                          | 2                  | |          |

## Aeromobili ritirati
- Aermacchi MB-326KG - 4 esemplari (1976-2011)[12]